# Střelba ve škole v Eppsteinu
Ke střelbě ve škole v Eppsteinu došlo 3. června 1983 v základní škole Freiherr-vom-Stein Gesamtschule Eppsteinu, v místní části Vockenhausen, v Západním Německu. Pachatel, čtyřiatřicetiletý Karel Charva, před sebevraždou zastřelil tři žáky, učitele a policistu a dalších 14 lidí zranil. Byl ozbrojen dvěma poloautomatickými pistolemi.

## Střelba
Okolo 7:20 si Charva pronajal v autopůjčovně ve Frankfurtu nad Mohanem dodávku VW a údajně projížděl oblastí a hledal školu, která ten den vyučovala, protože mnoho z nich mělo zavřeno kvůli prázdninám. Má se za to, že jen čirou náhodou skončil na Freiherr-vom-Stein Gesamtschule v Eppsteinu, asi 30 kilometrů od Frankfurtu, neboť ke škole neměl žádný vztah. 
Poblíž školy zaparkoval auto  a nechal v něm 160 nábojů, tašku a pouta. Poté vešel do budovy ozbrojen dvěma poloautomatickými pistolemi, 9×19 mm Smith & Wesson Model 59 a Astra ráže 7,65 mm, a sedmi náhradními zásobníky.
Asi v 10:45 vtrhnul do učebny 213, kde Franz-Adolf Gehlhaar učil šestou třídu angličtinu. Charva na Gehlhaara vystřelil, minul ho, a okamžitě se stáhl ze třídy, aby se znovu dostal dovnitř. Když se Gehlhaar střetl se střelcem, řekl mu, aby na děti nestřílel, ale vzal jeho.
Na učitele vypálil sedm ran a zasáhl ho do břicha, obličeje a levé paže. Jakmile Gehlhaar ležel těžce zraněný na podlaze, Charva začal střílet do dětí, tři z nich zabil a dalších třináct zranil, čtyři z nich kriticky. Učitel Hans-Peter Schmitt, znepokojený výstřely, vběhl do třídy a snažil se pomoci, ale byl také zastřelen, stejně jako Gisbert Beck, neozbrojený policista, který ve škole přednášel o bezpečnosti silničního provozu.
Když policisté dorazili na místo, snažili se Charvu uklidnit, ale střelec na ně zařval a pokračoval ve střelbě. Asi v 11:15 se Charva stáhl do třídy naproti třídě angličtiny, kde útok začal, a spáchal sebevraždu střelou do úst. Pitva prokázala, že jednal pod vlivem alkoholu.
Charva vypálil asi čtyřicet ran, zabil 5 lidí a dalších 14 zranil. Kromě toho 30 dětí utrpělo šok.
Zpočátku panovala určitá nejistota a mělo se za to, že Charva mohl znát zraněného učitele, protože krátce před zahájením střelby se někdo ptal na Gehlhaara. Vyšetřování prokázalo, že tazatelem nebyl střelec.
Střelba je co do počtu obětí osmou nejtragičtější událostí svého druhu v poválečném Německu, po masakru v Erfurtu v roce 2002, střelbě ve škole Winnendenu v roce 2009, masakru ve škole v Kolíně nad Rýnem v roce 1964,  v střelbě v Hanau v roce 2020, v střelbě Mnichově v roce 2016, masakru ve Fahrdorfu v roce 1970 a střelbě Rot am See v roce 2020.

## Oběti
- Stephanie Hermann, 12 let
- Javier Martinez, 11 let
- Gabriele Siebert, 12 let
- Hans-Peter Schmitt, 36 let, učitel
- Gisbert Beck, 45 let, policista

## Pachatel
Pražský rodák Karel Charva uprchl do Západního Německa po sovětské invazi do Československa v roce 1968. Poté, co nějakou dobu žil v táboře v Zirndorfu, mu byl v roce 1971 udělen status politického uprchlíka. Charva se prohlašoval za psychologa a chtěl se stát učitelem. Přestěhoval se do Mörfeldenu-Walldorfu a později do Darmstadtu, kde začal pracovat jako taxikář pro frankfurtskou taxislužbu. V roce 1976 byl zatčen a odsouzen za povolení matic na předních kolech dvou aut. Ačkoli motiv trestného činu nebyl objasněn, existují náznaky, že mohl mít politický podtext.
Charvu, žijícího od roku 1981 ve Frankfurtu, kde si našel práci jako hlídač, sousedé popisovali jako samotáře a velmi rezervovaného člověka, který celé noci trávil psaním na psacím stroji a studiem chemie a matematiky, zřejmě proto, že se chtěl stát učitelem. Byl také členem místního střeleckého klubu a v roce 1981 legálně zakoupil dvě zbraně, které použil při střelbě ve škole. V posledních týdnech svého života byl popisován jako stále agresivnější. Motiv střelby zůstal neznámý, i když se spekulovalo, že příčinou mohl být potlačovaný hněv a frustrace z toho, že se mu nedařilo dosáhnout vytčeného cíle stát se učitelem. 